# Burg Oldenburg

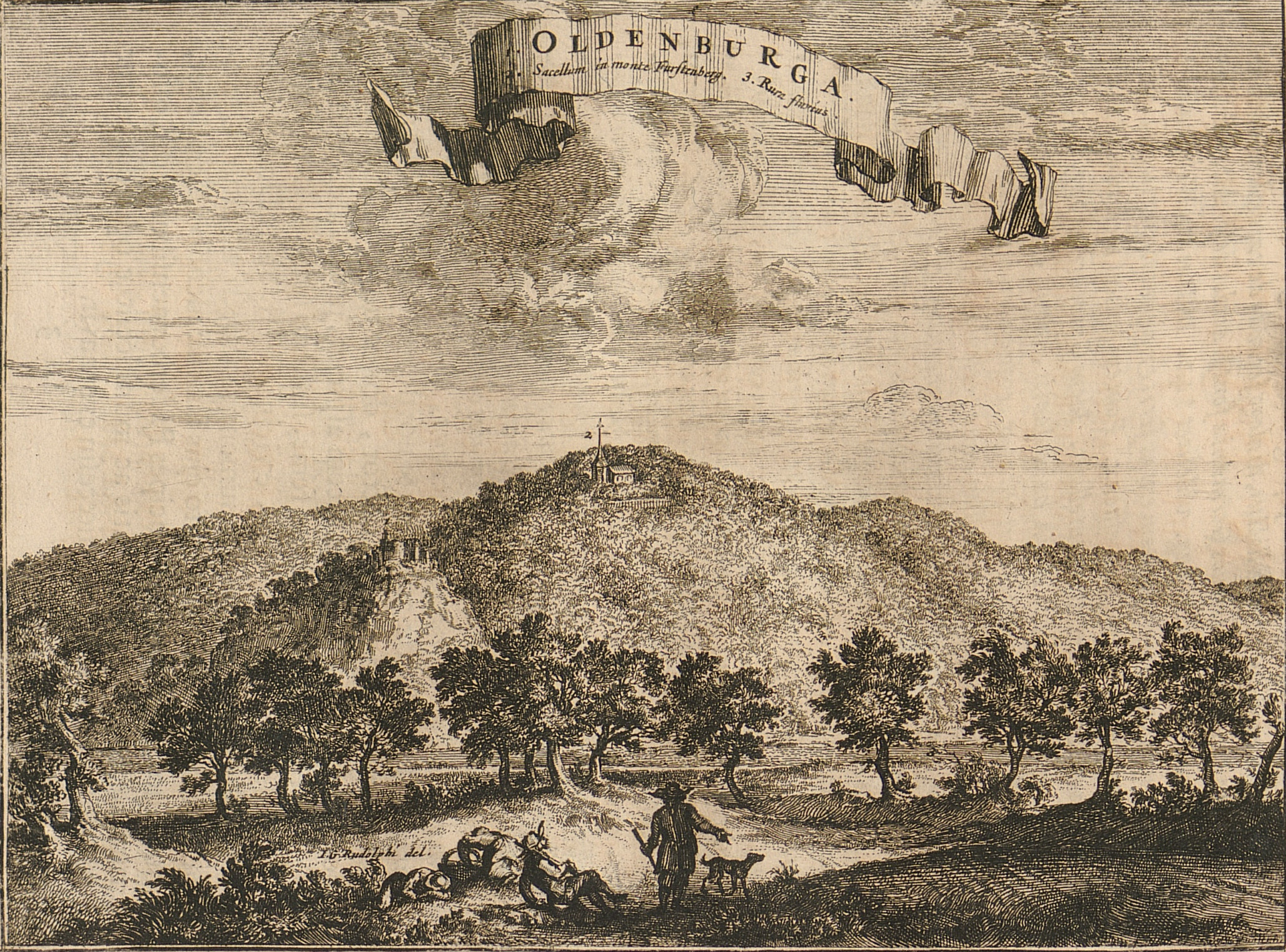
Burg Oldenburg, Darstellung aus der Zeit um 1672

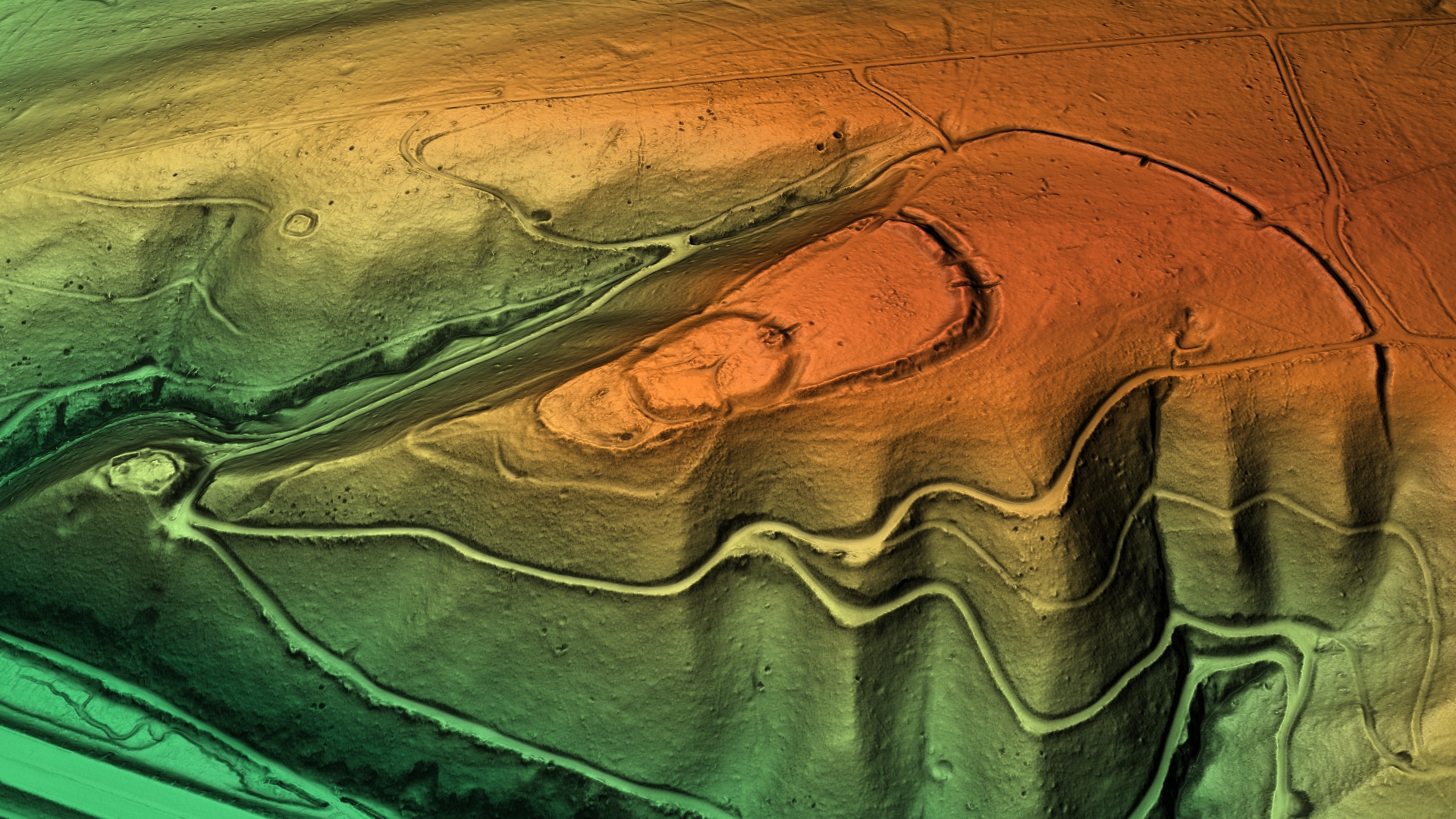
3D-Ansicht des digitalen Geländemodells

Die Oldenburg ist eine frühmittelalterliche Wallburg in Höingen, ein Gemeindeteil von Ense im Kreis Soest in Nordrhein-Westfalen, die während der Sachsenkriege der örtlichen Bevölkerung als Fliehburg diente.

## Lage
Die Höhenburg liegt auf dem Fürstenberg (279 m ü. NN) an der Ruhr. In unmittelbarer Nähe befindet sich die Burg Fürstenberg und am Osthang des Berges befinden sich vorgeschichtliche Hügelgräber.

## Anlage
Die Burganlage besteht aus drei, hintereinander gestaffelten, heute noch erkennbaren Wällen. Die Umwallung ist fast zwei Kilometer lang und umschließt eine circa 500 Meter lange und circa 300 Meter breite Fläche. Die zeitliche Abfolge der Anlagen ist kompliziert und zum Teil bis heute ungeklärt. Der nach Osten zwischen den beiden Steilabhängen des Oldenburgbaches und der Ruhr den Höhenrücken abriegelnde, halbkreisförmige rund 450 Meter lange Außenwall bestand aus einer Holz-Erde-Konstruktion, die nach außen eine gut zu verteidigende sechs bis acht Meter hohe Palisadensteilwand aufwies. Nur im Norden gab es einen Tordurchgang, durch den auch heute noch der Weg führt. 
Vor dem Wall lag ein Spitzgraben, circa drei Meter tief und über 12 Meter breit. Diese Anlage liegt zeitlich vor der Wende vom 8. zum 9. Jahrhundert. Sie schützte den dahinterliegenden Raum, in dem sich eine künstlich aufgestaute Quelle befindet. Der verfallene Außenwall und sein zugeschwemmter Graben wurden um das Jahr 800 oder in den ersten Jahrzehnten des 9. Jahrhunderts erneuert, indem eine Trockenmauer aus Kalkstein mit wenig Mörtel in dem Wallkörper errichtet wurde. In der ersten Hälfte des 9. Jahrhunderts, spätestens aber im beginnenden 10. Jahrhundert entstand im Innenraum des Außenwalles ein kleiner Mittelwall, der ein langovales Mittelwerk von rund 2,8 Hektar umschloss. 
Ausgrabungen haben ergeben, dass innerhalb dieses Ringes bereits feste Gebäude standen. Es konnte ein Grubenhaus ermittelt werden, das bis ins späte 10. oder frühe 11. Jahrhundert existiert haben muss und einem Brand zum Opfer fiel. Nach diesem Brand entstand im 11. Jahrhundert eine weitere, nach Osten gerichtete Befestigung, die wieder aus Wall und Graben bestand. Dieser Innenwall umschloss ebenfalls Häuser und möglicherweise bereits eine kleine Kapelle an der Stelle der jetzigen Kapelle auf dem Fürstenberg. Noch im 12. Jahrhundert erbaute man auf der Rückseite des Innenwalles (östlich der Kapelle) einen ca. acht Meter mal acht Meter großen Turm, der bis in das 13. Jahrhundert bestanden hat. Im Brandschutt des Turmes wurde ein Soester Denar, eine Silbermünze der Kölner Erzbischofs Diederich von Heinsberg (1208–1214) gefunden.
Unter dem Kölner Erzbischof Siegfried von Westerburg (1275–1297) entstand schließlich auf der ins Ruhrtal vorspringenden felsigen Bergnase unterhalb der Oldenburg die kleine Burganlage auf dem „Richters-Köpfchen“. Durch einen tiefen, in den Fels getriebenen östlichen Halsgraben wurde der Zugang zum Richtersköpfchen vom Fürstenberg aus unterbrochen. Ausgrabungen der Jahre 1929/30 haben ihren Grundriss zu Tage gefördert. 
Mit dieser Burg versuchte der Erzbischof von Köln seine Interessen gegen die Grafen von Arnsberg und die arnsbergische Stadt Neheim zu sichern. Die Burg ist im 14. Jahrhundert vielfach zerstört worden.